# Gilles Cresto
Gilles Cresto (30 de agosto de 1959) é um arqueiro monegasco. Participou dos Jogos Olímpicos de Verão de 1988 e de 1984, mas não ganhou medalhas.